# سونات‌های ویولنسل شماره ۱ و ۲ (بتهوون)
سونات‌های ویولنسل شماره ۱ و ۲ اُپوس ۵، دو سونات دونوازی برای ویولنسل و پیانو اثر لودویگ فان بتهوون است که آهنگساز، هردو را در سال ۱۷۹۶ و زمانی که در برلین بود، تصنیف کرده‌است. این دو اثر جزو آثار دورهٔ نخستِ آهنگسازیِ بتهوون است.
بتهوون، هنگام اقامت در برلین، با فریدریش ویلهلم دوم، پادشاه پروس، که خود با اشتیاق ویولنسل می‌نواخت و به موسیقی علاقهٔ بسیار داشت، ملاقات کرد و به دنبال آن، این دو سونات را به پادشاه اهدا کرد.

## ساختار
هریک از سونات‌های ویولنسل شماره ۱ و ۲ شامل دو موومان هستند، و در موومانِ نخستِ آن‌ها، آداژیویی مبسوط پیش از آلگرو می‌آید. ساختار دو سونات، به‌ترتیب، در ادامه آورده شده‌اند.

### ساختار سونات ویولنسل شماره ۱، درفا ماژور، اپوس ۵ شمارهٔ ۱
1. آداژیو سوستِنوتو – آلگرو
2. آلگرو ویواچه. روندو

اجرای کاملِ این سونات، به‌طور معمول، حدود ۲۵ دقیقه به طول می‌انجامد.

### ساختار سونات ویولنسل شماره ۲، در سُل مینور، اپوس ۵ شمارهٔ ۲
1. آداژیو سوستِنوتو اِ اِسپرِسیوو - آلگرو مولتو پیو توستو پرِستو (در سُل ماژور پایان می‌یابد)
2. روندو. آلگرو (در سُل ماژور)

اجرای کاملِ این سونات نیز، به‌طور معمول، حدود ۲۵ دقیقه طول می‌کشد.

## نمونه‌های شنیداری
|  |  |  |